# Vicat (entreprise)
Pour les articles homonymes, voir Vicat.
La Société des Ciments Vicat est une entreprise cimentière fondée par Joseph Vicat, fils de Louis Vicat, en 1853 à Vif (près de Grenoble, dans le département de l'Isère), aujourd'hui cotée en bourse, mais dont le capital est toujours contrôlé par la famille Merceron-Vicat.
La société Vicat a toujours eu une importante activité de recherche et, maîtrisant les processus de fabrication, elle s'est spécialisée dans les travaux importants avec des ciments de haute technicité comme le Double Artificiel Vicat élaboré en 1857.
Son activité s'est développée en France par intégration verticale puis à l'étranger par acquisitions et, plus récemment, par construction d'usines greenfield.
Elle est aujourd'hui présente dans 12 pays : en France (numéro trois du marché derrière Lafarge et Ciments Calcia/Italcementi), en Suisse (numéro deux du marché), aux États-Unis, en Turquie, en Italie, en Égypte, au Sénégal, au Mali, en Mauritanie, au Kazakhstan, en Inde et depuis 2018 au Brésil. 
Le groupe Vicat a fabriqué, en 2007, quatorze millions de tonnes de ciment. Son activité d'incinération de déchets permet d'éviter des mises en décharge de déchets.

## Historique de la société

### Débuts (1817 à 1935)

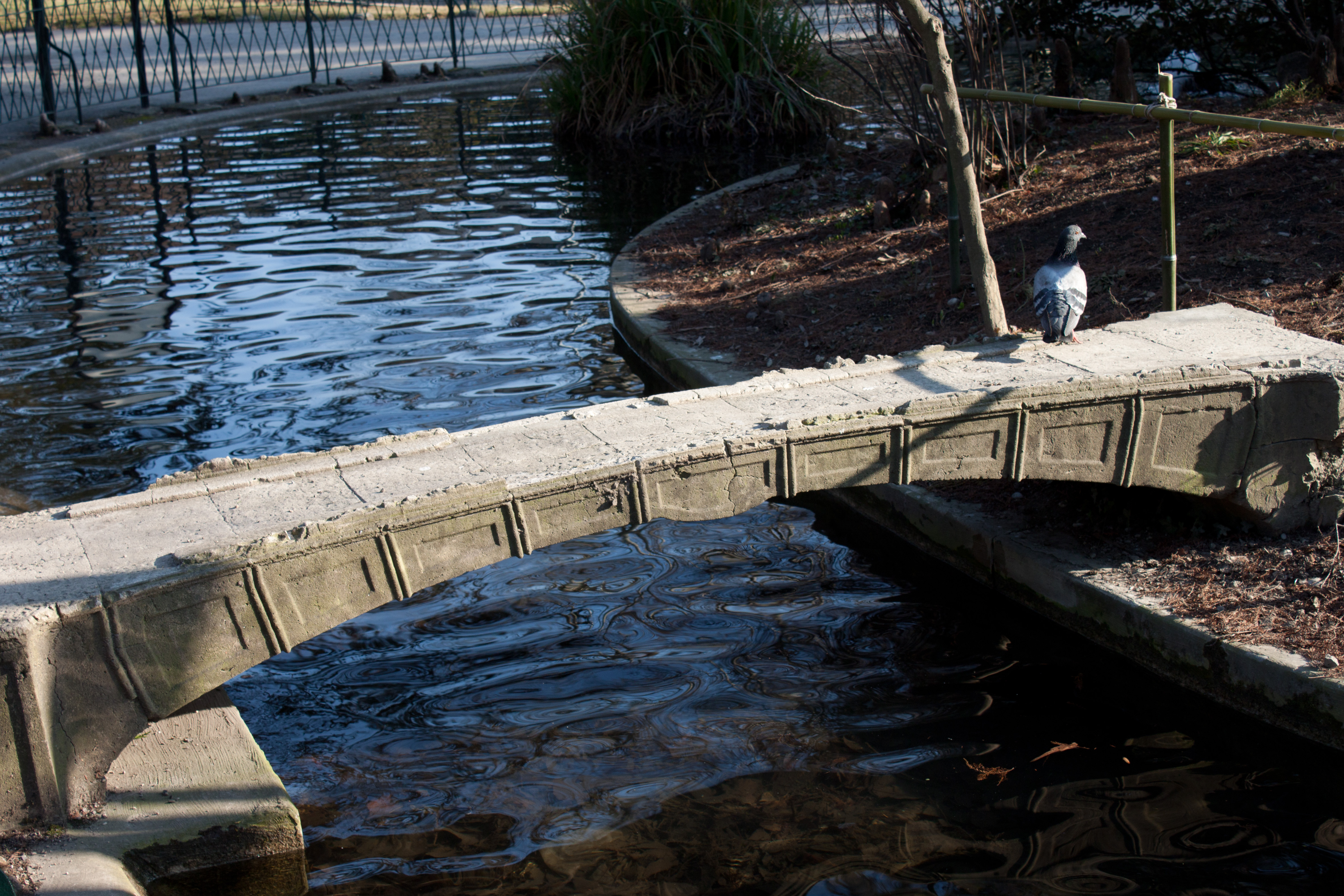
Premier pont réalisé en béton par Joseph et Louis Vicat, au Jardin des plantes de Grenoble, en 1855.

En 1817, les principes d'hydraulicité des liants (chaux et ciment naturel prompt) sont découverts par Louis Vicat, polytechnicien et ingénieur des Ponts. En 1836, des éléments constitutifs des ciments à forte résistance (ciments Portland actuels) sont découverts : la cuisson à 1 450 °C et le clinker.
En 1853, Joseph Vicat, fils de Louis, crée les premiers fours-biberons au Genevrey de Vif dans la vallée de la Gresse, dans le but de fabriquer du ciment à prise lente. En 1857, c'est la cimenterie du Genevrey qui est construite.
En 1867, la société de nom collectif Joseph Vicat & Cie est fondée.

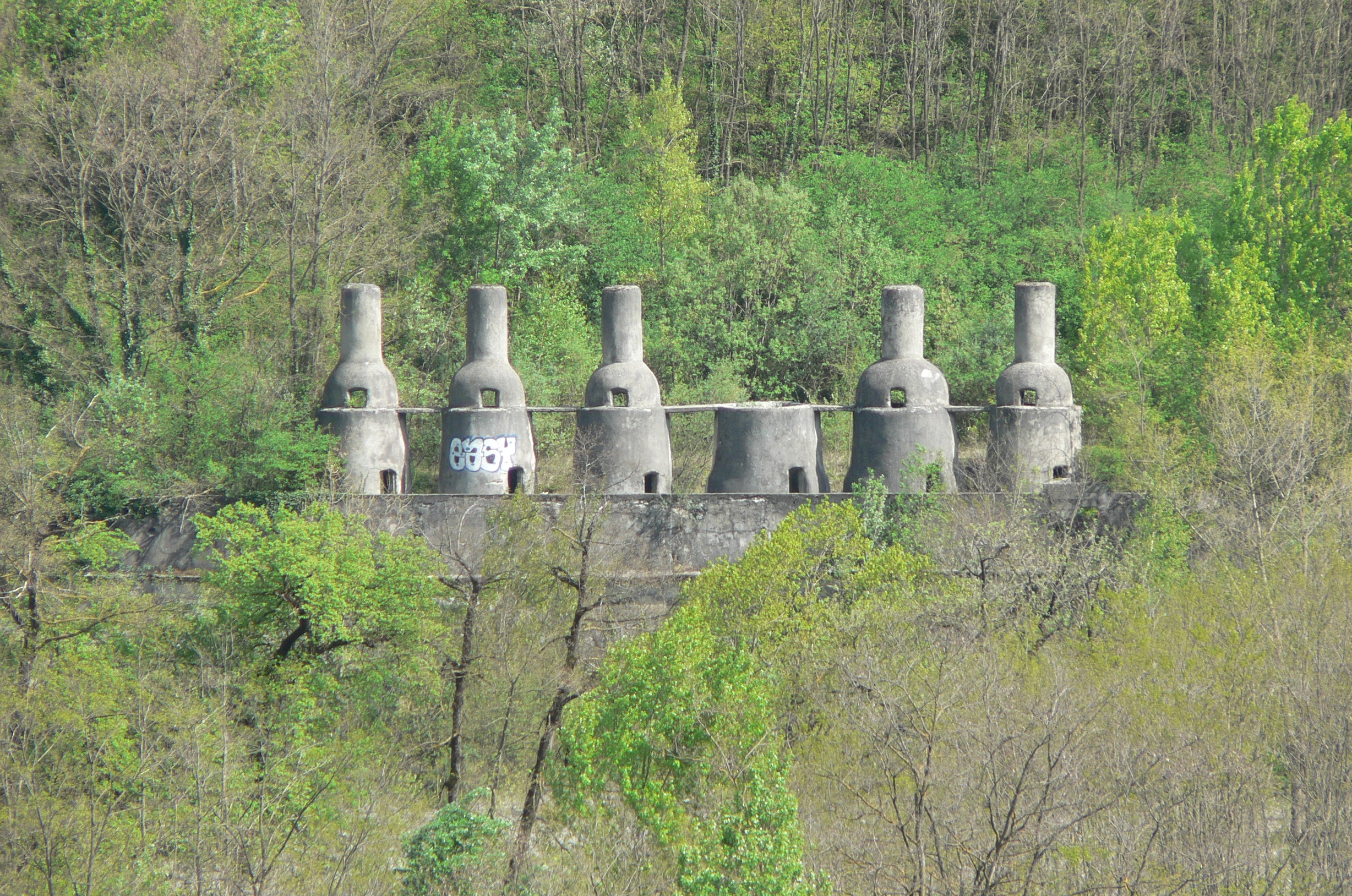
Les vestiges des premiers fours-biberons du Genevrey de Vif.

En 1875, la société Vicat créé l'usine de ciment naturel prompt à La Pérelle en Isère.
En 1907, un « syndicat libre » est fondé en Isère avec la participation de Solange Merceron-Vicat, membre de la Ligue iséroise des femmes françaises pour la défense des jaunes.
En 1920, La société Vicat rachète les ciments Berthelot à Vif, derniers de leurs concurrents encore en activité dans la vallée de la Gresse.
En 1922, le groupe Vicat ouvre à Montalieu (Isère) et à La Grave de Peille (Alpes-Maritimes) les deux plus grandes cimenteries de France.

### Difficultés et rebond (1936 à 1964)
En octobre 1936, ses usines de l'Isère sont occupées par les grévistes.
En 1941 et 1942, les bénéfices sont supérieurs à ceux de 1940 et l'entreprise renoue avec les dividendes, après la crise de la fin des années 1930.
De 1940 à 1944, comme celle de tous les autres cimentiers, son activité est tirée par les travaux de reconstruction, la construction des ouvrages bétonnés par l’organisation Todt et la réparation des destructions effectuées tant par les Allemands que par les Alliés dans les combats de la Libération.
Le 8 août 1944, le cours des valeurs Ciments Vicat est passé à 5 350 F (contre 270 F au 1er janvier 1939) soit un coefficient de hausse de 19,81.  
Le 16 mars 1945, Joseph Merceron-Vicat a été condamné à de lourdes peines, 10 ans de réclusion (réduit le 26 mai 1945 à 3 ans), une amende d'un million de francs, et l’indignité nationale à vie,.

### Croissance (1965-)

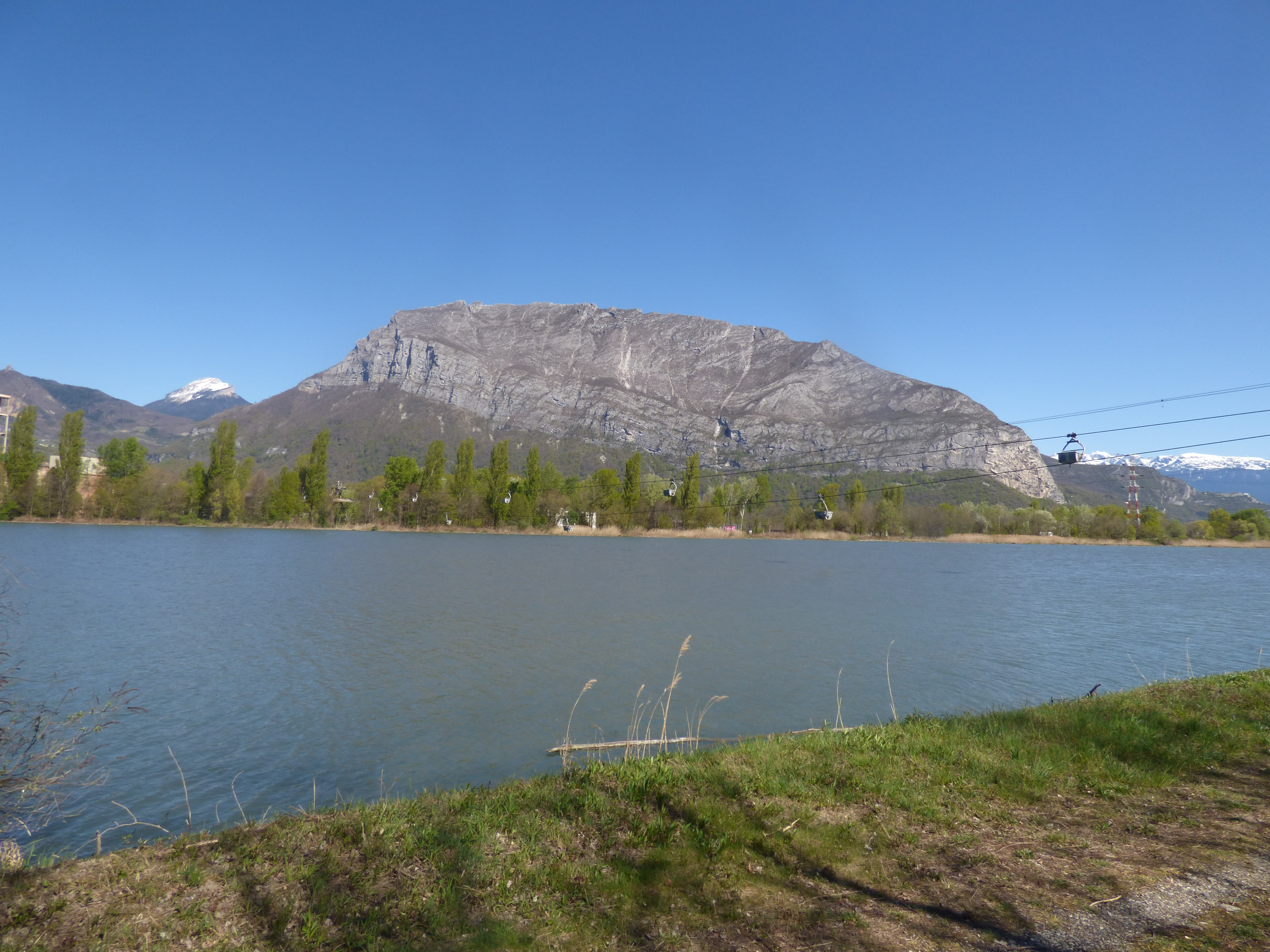
La société Vicat exploite un téléphérique industriel entre sa carrière de Sassenage et son usine de Saint-Égrève, rénové par la société Poma

En 1965, une vague de restructuration intense parcourt le secteur, le groupe Vicat n'est pas en reste et acquiert les Ciments de Voreppe et Bouvesse-Quirieu, Ciments Chiron à Montagnole et Chambéry, etc. En 1968, le groupe Vicat acquiert les ciments de Xeuilley au groupe Heidelberg en échange d'actions Vicat.
En 1974, le premier investissement aux États-Unis (le premier marché mondial) est effectué avec l'achat de la cimenterie de Ragland en Alabama. En 1975, le groupe Vicat acquiert les Ciments de la Porte de France à Grenoble et Saint-Égrève.
En 1976, la première cimenterie Vicat du Genevrey, considérée comme vétuste, est fermée.
En juin 1977, des peines d'emprisonnement sont requises contre André Merceron-Vicat et son fils Jacques Merceron-Vicat, respectivement PDG et directeur géneral de Vicat, pour « abus des biens et du crédit d'une société » ainsi que « faux en écritures privées » et usage de ce faux.
Le tribunal de grande instance de Grenoble les condamne à un an d'emprisonnement avec sursis, cependant le 8 mars 1978 les deux dirigeants sont relaxés en appel.
En 1986, un nouvel investissement est effectué aux États-Unis via le rachat de la cimenterie de Lebec, près de Los Angeles en Californie.
Entre 1991 et 1994, le groupe Vicat arrive en Turquie par le rachat des cimenteries de Konya Çimento en Anatolie centrale et de Baştaş Başkent Çimento près d'Ankara.
En 1999, Vicat acquiert Sococim à Rufisque, près de Dakar, au Sénégal, permettant de profiter et de développer ses parts de marché dans les pays voisins.
En 2001, Vicat acquiert le groupe Vigier en Suisse et ses filiales de préfabrication béton.
En 2003, Vicat acquiert Cementi Centro Sud sur la côte sud-ouest de la Sardaigne et prend une participation dans Sinaï Cement Company en Égypte.
En 2008, Vicat acquiert BSA Ciment en Mauritanie, il crée également Jambyl Cement LLP au Kazakhstan.
En décembre 2018, l'agence de communication Publicis LMA a accompagné le Groupe Vicat pour promouvoir sa nouvelle offre Vicat Circulère.
En 2019, Vicat acquiert Ciplan au Brésil.
En 2021, Vicat relocalise son siège social à L'Isle d'Abeau. 

## Vicat à l'étranger
Longtemps acteur de proximité, depuis 1974 la société Vicat s'est ouvert à l’international avec l'achat de National Cement en Alabama, aux États-Unis. Aujourd'hui Vicat est implanté dans 12 pays : France, Suisse, Italie, États-Unis, Égypte, Sénégal, Mali, Mauritanie, Turquie, Kazakhstan, Inde et Brésil. 

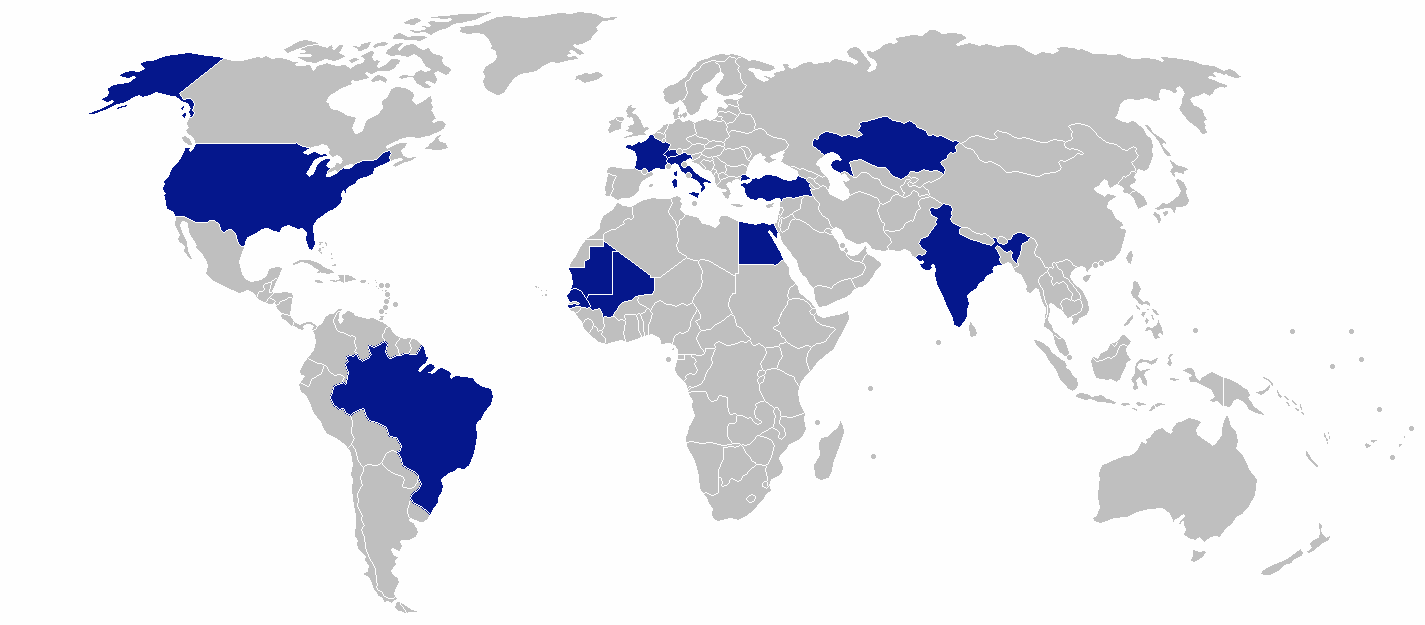
Pays dans lesquels le groupe Vicat est présent

### Brésil
Le groupe Vicat a annoncé le 21 janvier 2019 l'acquisition du cimentier brésilien Cimento do Planato : Ciplan, par une augmentation de capital réservée d'environ 295 millions d'euros.
Créé en 1968, Ciplan opère sur le marché du centre-ouest autour de Brasilia et commercialise principalement ses ciments en sacs via un réseau de détaillants lui permettant un maillage fin de sa zone de chalandise. Elle détient une part du marché solide qui en fait le 3ᵉ acteur de la région. Ciplan produit également des granulats pour la fabrication du béton prêt à l'emploi vendu à partir de ses carrières de Sobradinho et de Guapo. En 2018, Ciplan a vendu 2 millions de tonnes de ciment, produit 2 millions de tonnes de granulats et 420 000 mètres cubes de béton.
| Nombre de centrales à béton prêt à l'emploi                    | 9   |
| Nombre de cimenterie                                           | 1   |
| Nombre de carrières                                            | 2   |
| Capacité de production de ciment par an (en million de tonnes) | 3,2 |
| Nombre de collaboratrices et collaborateurs                    | 887 |

### États-Unis

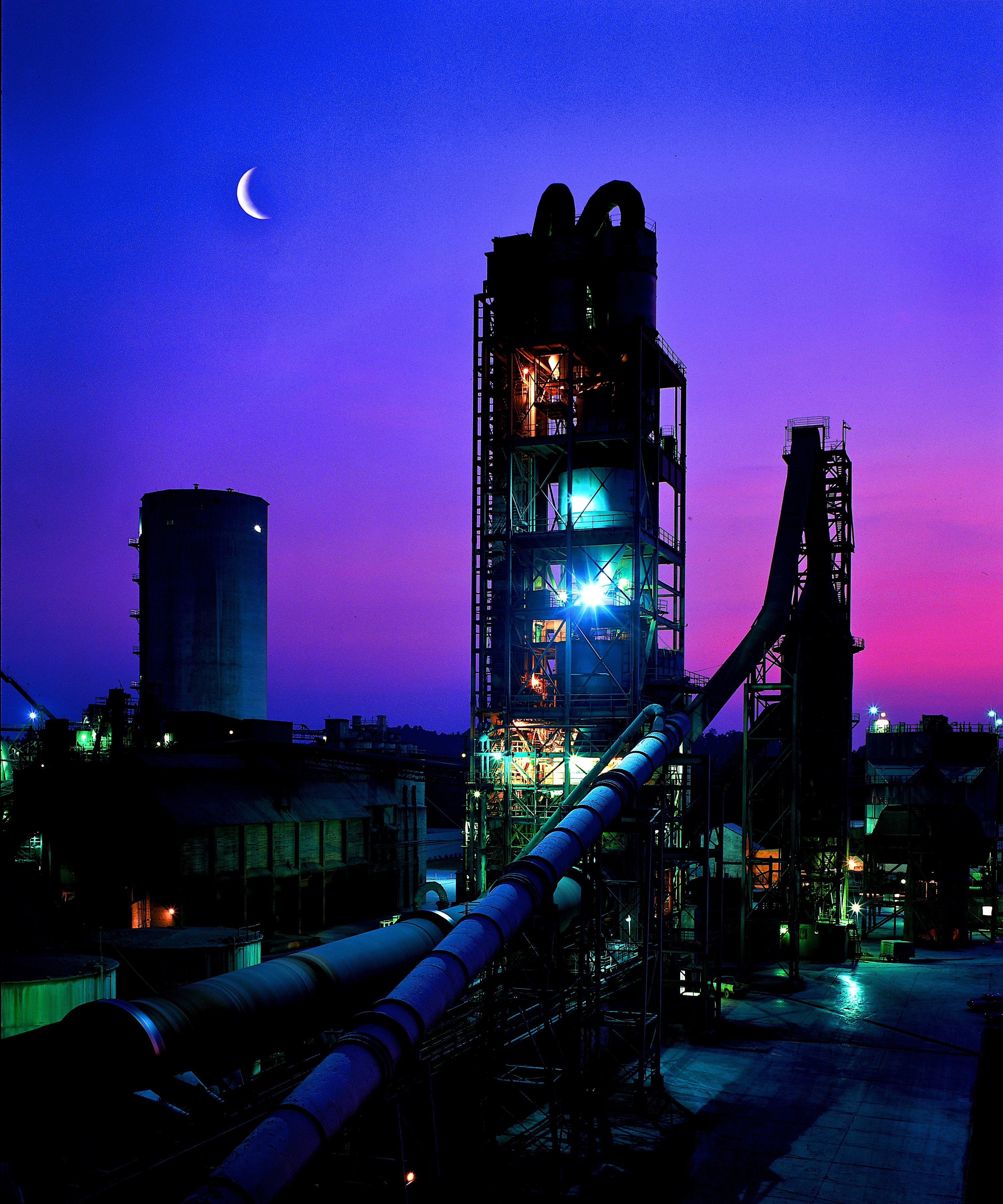
Cimenterie de Ragland (Alabama, États-Unis)

Vicat est présent sous les noms de National Cement, Walker et Kirkpatrick. Le Groupe possède deux sites régionaux distincts, l’un dans le Sud-Est, dans l’État de l’Alabama, depuis 1974 et l’autre en Californie, près de Los Angeles, depuis 1987. Le groupe Vicat a réalisé 15 % de son chiffre d'affaires de 2017 aux États-Unis.
- Effectif : 1 140 collaborateurs (2017)[16].
- Chiffre d'affaires : 393 millions d'euros (2017)[16].
- Outil industriel : 2 cimenteries et 43 centrales à béton[16].
  - Production de ciment : 2 200 000 de tonnes (2017)[16].
  - Production de béton : 2 200 000 de mètres cubes (2017)[16].

### Asie

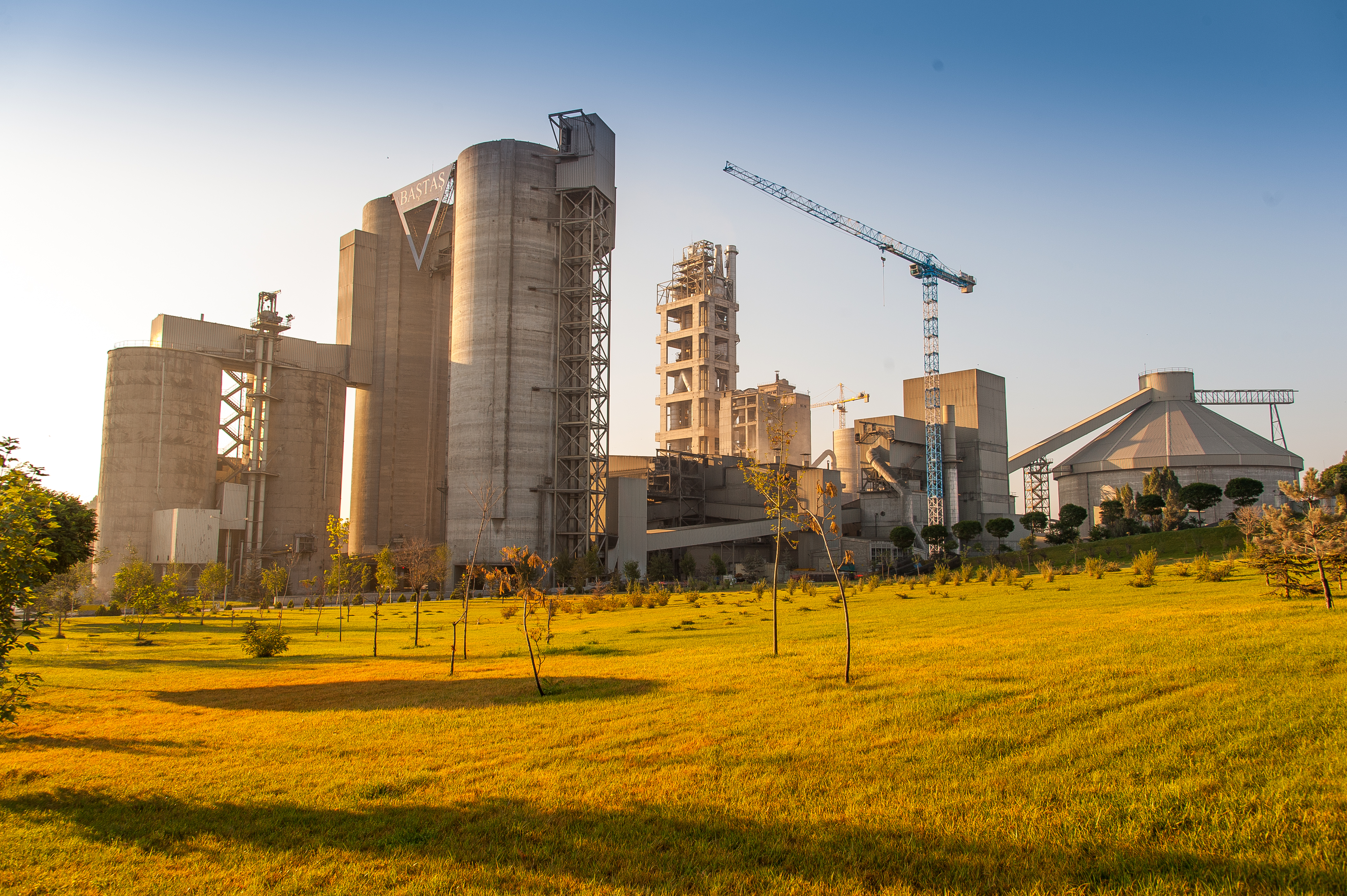
Cimenterie de Bastas Cimento (Ankara, Turquie)

La société Vicat est présente en Turquie, au Kazakhstan et en Inde sous les noms suivant : Bastas Cimento, Konya Cimento, Bharathi Cement et Jambyl Cement. Le groupe Vicat a réalisé 23 % de son chiffre d'affaires de 2017 en Asie.
- Effectif : 2 228 collaborateurs (2017)[16].
- Chiffre d'affaires : 579 millions d'euros (2017)[16].

|                                                       | 2017       | 2017 | 2017    | 2018       | 2018 | 2018 |
| Turquie                                               | Kazakhstan | Inde | Turquie | Kazakhstan | Inde |      |
| ----------------------------------------------------- | ---------- | ---- | ------- | ---------- | ---- | ---- |
| Nombre de centrale à béton                            | 35         | -    | -       | 37         | -    | -    |
| Volumes de béton vendus (en millions de mètres cubes) | 3,4        | -    | -       | 2,9        | -    | -    |
| Nombre de carrières de granulats                      | 7          | -    | 1       | 7          | -    | 1    |
| Volumes de granulats vendus (en millions de tonnes)   | 7,9        | -    | 0,4     | 5,5        | -    | 0,6  |
| Nombre de cimenterie                                  | 2          | 1    | 2       | 2          | 1    | 2    |
| Volumes de ciment vendus (en millions de tonnes)      | 4,6        | 1,3  | 5,5     | 4,3        | 1,5  | 6,6  |

Le groupe cimentier Vicat propose d'autres produits et services. Par exemple, en Inde, Bharathi Cement possède à 100 % la société Bhrathi Polymers et a fabriqué 52,4 millions de sacs en polypropylène laminé en 2017.

### Afrique et Moyen-Orient

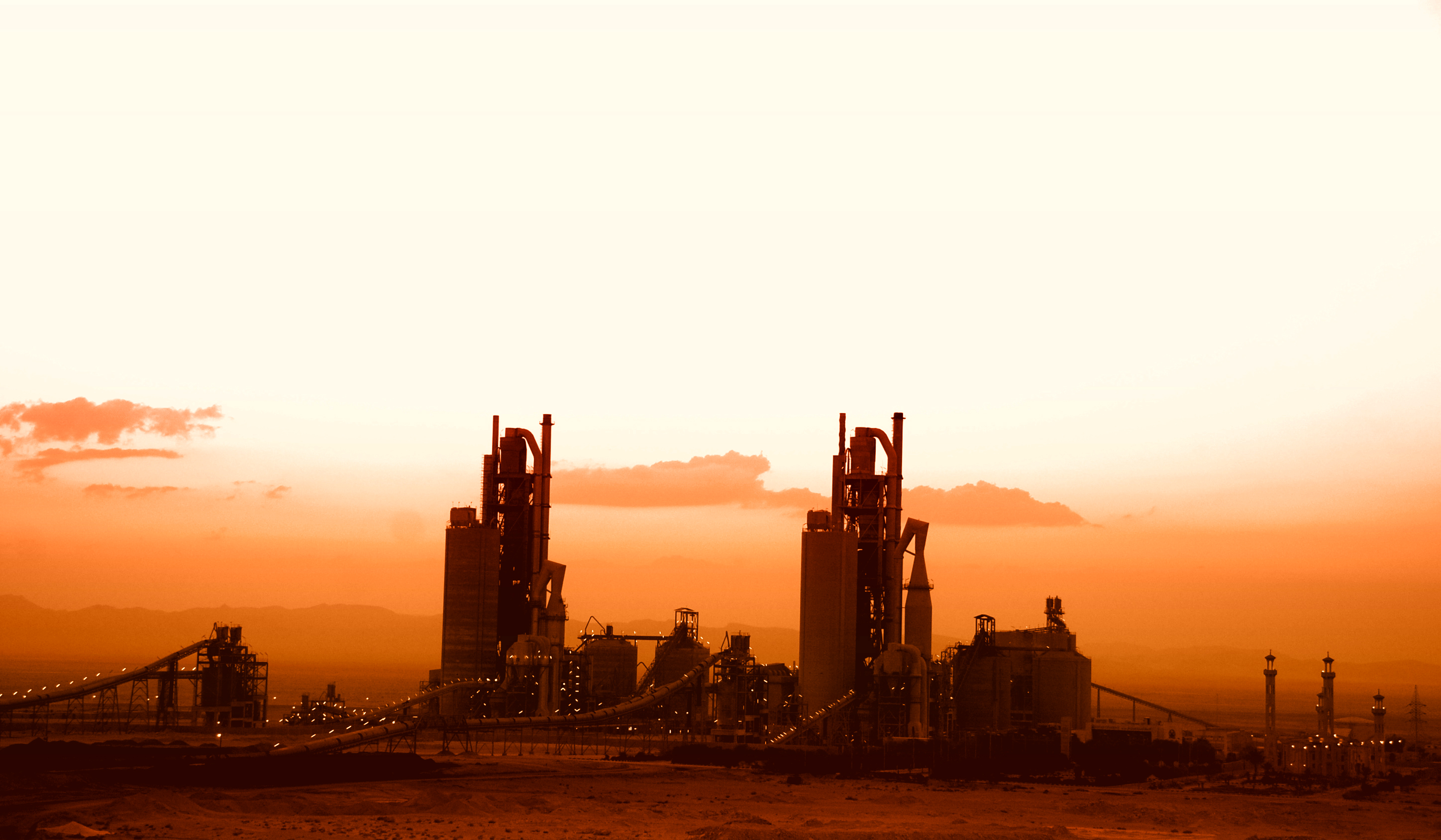
Cimenterie de Sinaï Cement (El Arish, Égypte)

Le groupe Vicat est présent en Afrique de l'Ouest depuis 1999 et en Egypte depuis 2003. Vicat réalise 11 % de son chiffre d'affaires en 2017 dans la région.
- Effectif : 1 221 collaborateurs (2017)[16].
- Chiffre d'affaires : 291 millions d'euros (2017)[16].

|                                                     | 2017    | 2017 | 2017       | 2017   | 2018    | 2018 | 2018       | 2018 |
| Égypte                                              | Sénégal | Mali | Mauritanie | Égypte | Sénégal | Mali | Mauritanie |      |
| --------------------------------------------------- | ------- | ---- | ---------- | ------ | ------- | ---- | ---------- | ---- |
| Nombre de cimenterie                                | 1       | 1    | -          | 1      | 1       | 1    | -          | 1    |
| Volumes de ciment vendus (en millions de tonnes)    | 2,4     | 2,6  | 0,7        | 0,2    | 1,3     | 2,6  | 0,4        | 0,2  |
| Nombre de carrières de granulats                    | -       | 2    | -          | -      | -       | 2    | -          | -    |
| Volumes de granulats vendus (en millions de tonnes) | -       | 3,6  | -          | -      | -       | 2,6  | -          | -    |

Les différentes filiales Vicat en Afrique :
- Sénégal : Sococim, Fondation Sococim
- Mali : CMM
- Mauritanie : BSA Ciment
- Egypte : Sinai Cement

### Europe

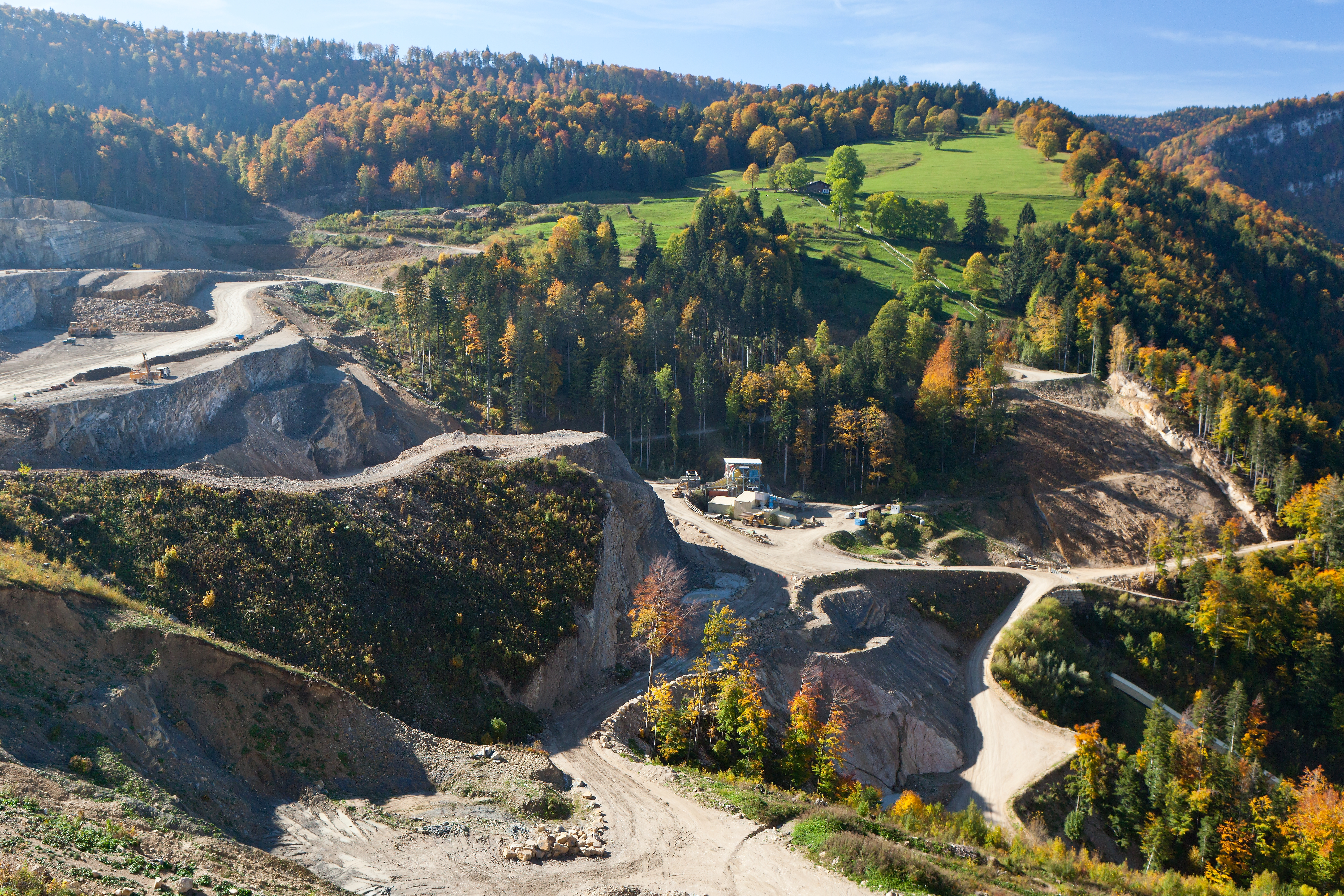
Carrière Vigier (Reuchenette, Suisse)

Le groupe Vicat est présent en Suisse et en Italie sous les noms : Creabéton, Vigier, Vigier Ciment, Vigier Béton, Vigier Rail, Altola, Cimento Centro Sud.
- Effectif : 1 130 collaborateurs (2017)[16].
- Chiffre d'affaires : 410 millions d'euros (2017)[16].

|                                                       | 2017   | 2017   | 2018   | 2018 |
| Suisse                                                | Italie | Suisse | Italie |      |
| ----------------------------------------------------- | ------ | ------ | ------ | ---- |
| Nombre de centrale à béton                            | 18     | -      | 19     | -    |
| Volumes de béton vendus (en millions de mètres cubes) | 0,7    | -      | 0,7    | -    |
| Nombre de cimenterie                                  | 1      | -      | 1      | -    |
| Volumes de ciment vendus (en millions de tonnes)      | 0,9    | 0,16   | 0,9    | 0,2  |
| Nombre de carrières de granulats                      | 20     | -      | 20     | -    |
| Volumes de granulats vendus (en millions de tonnes)   | 2,7    | -      | 2,5    | -    |
| Nombre de centre de brotage                           | -      | 1      | -      | 1    |
| Volumes de granulats broyés (en millions de tonnes)   | -      | 0,2    | -      | 0,2  |

En 2017, la demande pour les produits préfabriqués augmente. Les filiales suisses Vicat ont augmenté ses volumes de ventes de 8,1 % à 0,3 million de tonnes. Parallèlement, la reprise des projets de l'opérateur ferroviaire helvétique est à l'origine d'une hausse significative des ventes de traverses ferroviaires avec plus de 34 %.

## Le groupe Vicat en France

### Ciment

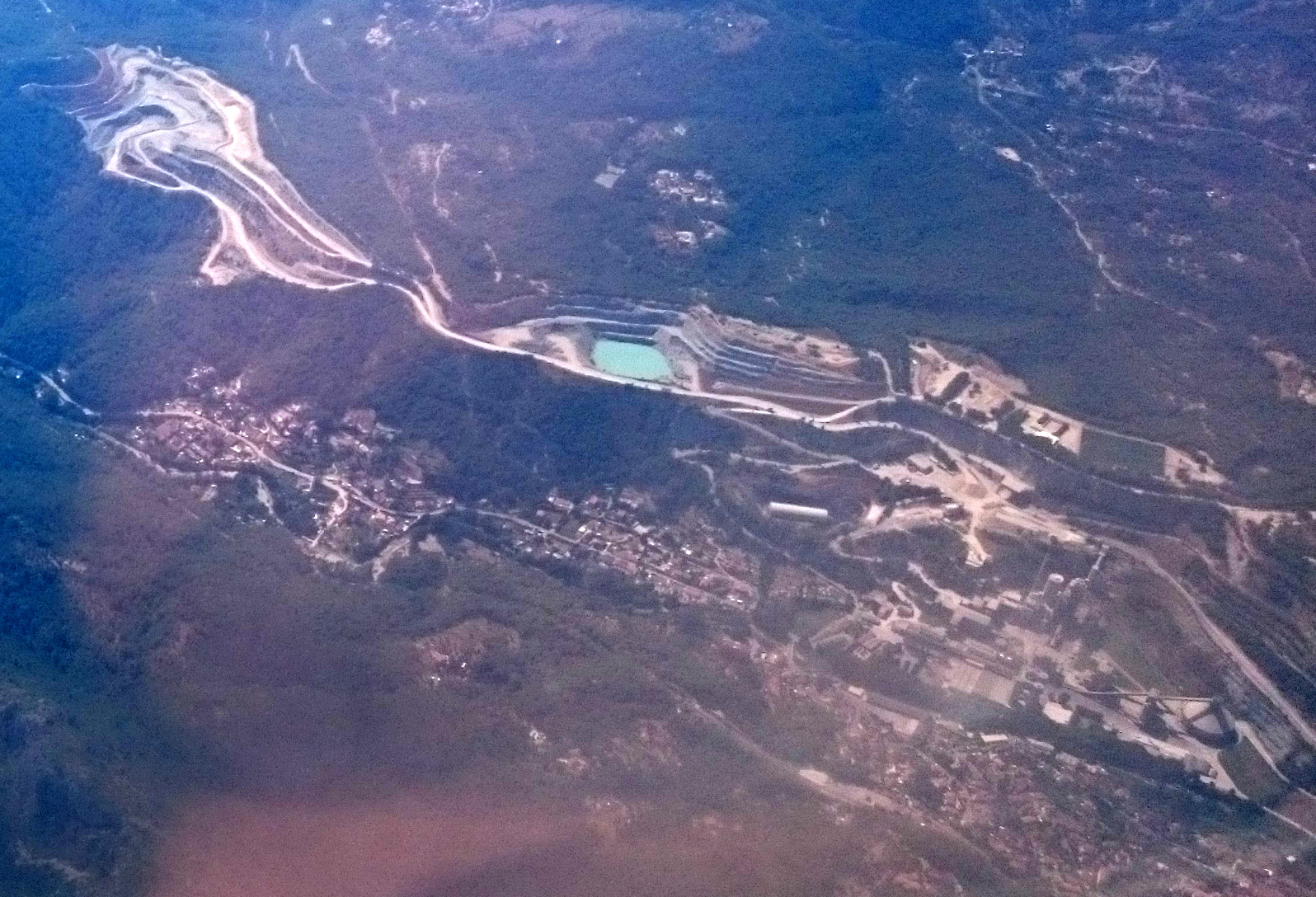
Carrière et usine de la Grave de Peille à Blausasc.

Vicat possède au total 15 usines : 5 en France à Xeuilley, Créchy, Montalieu, Saint-Égrève, La Grave de Peille, 2 aux États-Unis, 2 en Turquie, 1 au Sénégal, 1 en Suisse, 1 en Égypte, 1 au Kazakhstan, 2 en Inde ainsi que 4 stations de broyage : 2 en France, 1 en Italie et 1 en Mauritanie.[Quand ?]
- Capacité : 21 millions de tonnes à l'issue de la réalisation du programme d'investissements.[Quand ?]
- Effectif : 2 504 personnes (2008).
- Part du chiffre d'affaires 2006 générée par cette activité : 45,3 %.

### Béton
226 centrales en France, aux États-Unis, en Turquie et en Suisse.[Quand ?]
- Production : 9 739 000 mètres cubes.[Quand ?]
- Effectif : 2 309 personnes.[Quand ?]
- Part du chiffre d'affaires 2006 générée par cette activité : 45,3 %.

### Granulats

Carrière de granulats de La Courbaisse.

70 sites en France, en Turquie, au Sénégal et en Suisse.[Quand ?]
- Production : 20 915 000 tonnes.[Quand ?]
- Effectif Béton et Granulats : 2 897 personnes.[Quand ?]
- Part du chiffre d'affaires 2006 générée par les activités Béton et Granulats : 40,3 %.

## Actionnaires
Liste des principaux actionnaires au 30 octobre 2021 :
| Parfininco                        | 30,6% |
| Soparfi                           | 26,6% |
| Fidelity Management & Research    | 2,02% |
| Vicat (Autocontrôle boursier)     | 1,60% |
| Dimensional Fund Advisors         | 1,40% |
| Vicat (Actionnariat salarié)      | 1,29% |
| Norges Bank Investment Management | 1,06% |
| Lupus alpha (de) Asset Management | 0,96% |
| The Vanguard Group                | 0,88% |
| Mackenzie Investments Europe      | 0,54% |

## Direction
Sous l'Occupation, l'entreprise est dirigée par Joseph Merceron-Vicat. Ce dernier est nommé membre du Conseil national instauré par Vichy. Il y propose un « Schéma d'organisation corporative » conforme à la Révolution nationale.

### Président-directeur général
- De 1786 à 1861 : Louis Vicat
- De 1821 à 1902 : Joseph Vicat

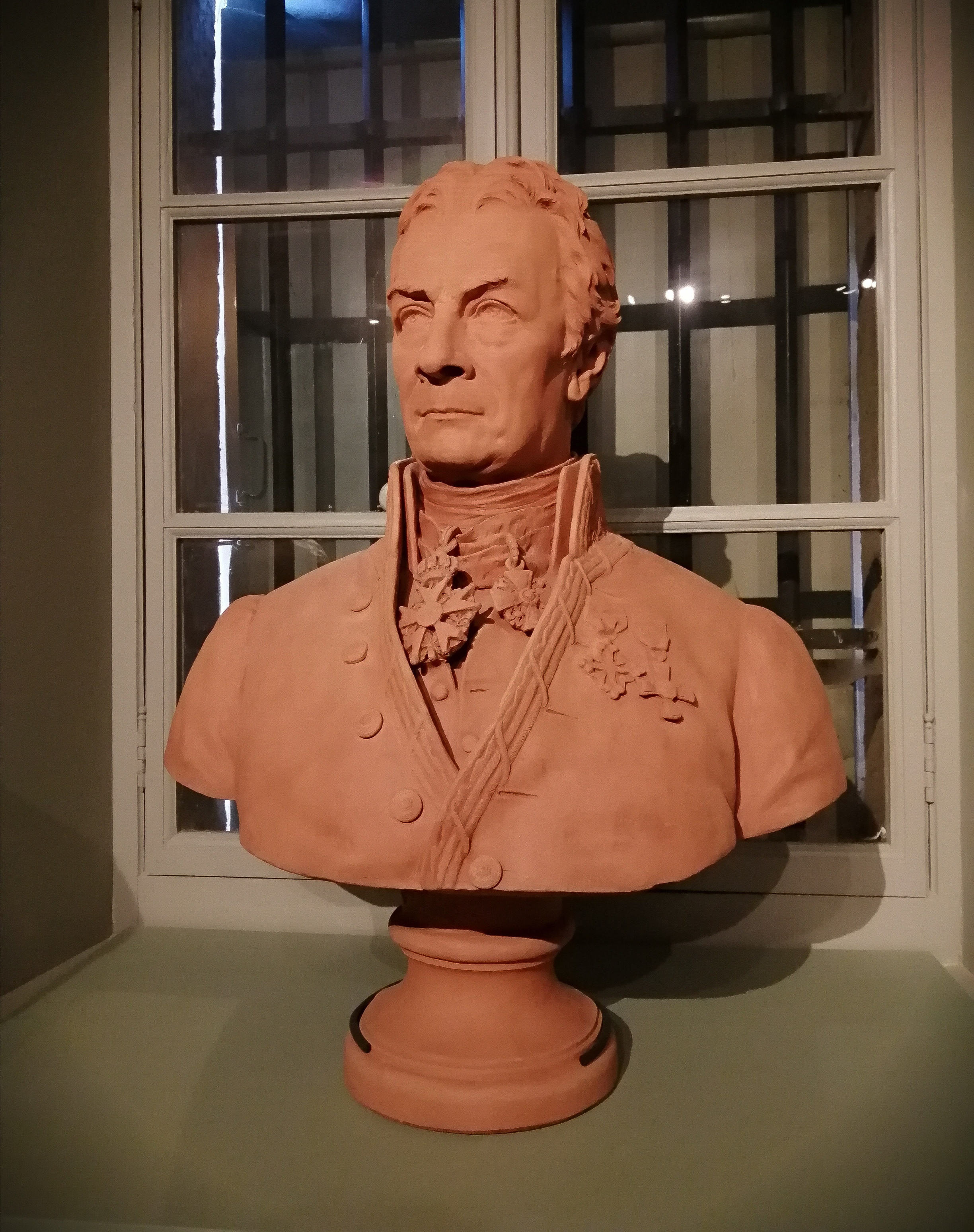
Buste en terre cuite de Louis Vicat réalisé par Aimé Charles Irvoy en 1884 (coll. Bibliothèque municipale de Grenoble, en dépôt au musée Champollion de Vif).

- De 1846 à 1904 : Maurice Merceron-Vicat
- De 1879 à 1968 : Joseph Merceron-Vicat
- De 1910 à 2001 : André Merceron-Vicat
- De 1938 à aujourd'hui : Jacques Merceron-Vicat
- De 1945 à 1952 : Joseph Jehl
- De 2008 à aujourd'hui : Guy Sidos

En 2008, elle est dirigée par Jacques Merceron-Vicat, président du conseil d'administration et du comité de direction, par Guy Sidos, directeur général et par Jean-Michel Allard, directeur général adjoint.